# Harfjällets naturreservat
Harfjällets naturreservat är ett naturreservat i Torsby kommun i Värmlands län.
Området är naturskyddat sedan 2024 och är 622 hektar stort. Reservatet ligger nordost om Sysslebäck och består av myrmark samt talldominerade och brandpräglade barrnaturskogar.